# Зграда Поште 1 у Нишу
Зграда Поште 1 подигнута је 1931. године за потребе филијале београдске Хипотекарне банке, у строгом центру Ниша, на углу улица Орловића Павла и Вождове 13. 
Филијала Државне хипотекарне банке у Нишу основана је 1930. године. Интерес за банкарским кредитнма у то време веома је растао у Нишу. Задуживали су се, нарочито код Хипотекарне банке, нишки индустријалци и трговци, али и занатлије и сељаци. То је био и основни разлог изградње ове банке у Нишу. Јер, једанаест тада постојећих нишких банака није могло задовољити захтеве за великим кредитима који су тражени. Стога је већ у лето 1931. године банка била завршена.

## Архитектура
Пројекат зграде, рађен 1930. године по нацртима београдског архитекте Војина Митровића, сачуван је у нишкој Пошти. 3града Хипотекарне банке, сада Поште, грађена је у духу француске школе, у руху академизма. Постављена је угаоно са полукружним степеништем и великим улазним вратима, изнад којих је рељефна композиција са фигурама жена, а изнад ње у висини спрата, по читавом угаоном делу постављене су четири фигуре мушкараца, у природној величини, као симболи банчиних улагача и позајмљивача. На овом угаоном делу су и венци фасадне пластике и пиластри са канелурама. Бочни делови зграде, са прозорским отворима, немају изразиту декорацију на фасадама. Пространа сала у приземљу, са стубовима и детаљима ентеријера, сва у мермеру, користи се за шалтерску службу и представља репрезентативно архитектонско остварење.

## Зграда данас
Данас је то зграда Главне поште, пошто је зграда старе поште у улици Наде Томић, смештена између дела зграде општине и зграде СУП-а, страдала у пожару.

## Споменик културе
Као вредан пример архитектонског стваралаштва Ниша, ова зграда је 1986. године стављена под заштиту закона.